# Gary Porter
Pour les articles homonymes, voir Porter.
Gary Andrew Porter, baron Porter de Spalding est un homme politique conservateur britannique, chef de gouvernement local, membre de la Chambre des lords et conseiller de district de South Holland (Lincolnshire). 

## Biographie
Il fait ses études à l'Université De Montfort (BA, 2000) et à l'Université Canterbury Christ Church (Certificat de troisième cycle, 2011).
Il est élu sans opposition à la présidence de l'Association des collectivités locales en juin 2015. Nommé pour une pairie à vie en août 2015 il est créé baron Porter de Spalding, de Spalding dans le comté de Lincolnshire le 15 octobre 2015.